# Vimeo
Vimeo er en videodelings-hjemmeside, hvor brugeren kan uploade, dele og se videoer. Det var den første videodelingsside, som understøttede high-definition video. Vimeo blev grundlagt i november 2004 af Jake Lodwick og Zach Klein. Siden fokuserer på kortfilm og film solgt via video on demand.